# Wienerberger
Wienerberger — найбільший в світі виробник керамічних будівельних матеріалів, представлений 204 заводами в 30 країнах світу. Концерн Wienerberger виріс з невеликого австрійського підприємства, заснованого Алоїсом Місбахом у 1819 році в районі Вінерберг міста Відня.

## Історія
У 1869 році компанія була зареєстрована на Віденській фондовій біржі. Акції компанії мають лістинг на Віденській фондовій біржі з 1869 року, 100 % акцій знаходиться у вільному обігу. Крім того, акції компанії включені в базу розрахунку індексу ATX Віденської біржі.
У 1986 році почалася стрімка експансія підприємства і вихід на міжнародну арену. За короткий термін невелика австрійська компанія перетворилася на світового лідера з виробництва керамічної цегли та черепиці.